# Mausoleo Chashma Ayub
Il Mausoleo Chashma-Ayub (in uzbeko: Chashmai Ayyub, lett. "Pozzo di Giobbe") si trova vicino al Mausoleo di Samani, a Bukhara, in Uzbekistan. Il suo nome significa pozzo di Giobbe, a causa della leggenda in cui Giobbe (Ayub) visitò questo luogo e fece un pozzo colpendo il terreno con il suo bastone. L'acqua di questo pozzo è ancora pura ed è considerata curativa. L'edificio attuale fu costruito durante il regno di Tamerlano e presenta una cupola conica in stile Khwarazm non comune a Bukhara.
Edificio del patrimonio culturale dell'Uzbekistan, è uno dei monumenti che giustificano l'iscrizione del centro storico di Bukhara nella lista del patrimonio mondiale dell'UNESCO.

## Storia
Chashmai Ayyub è venerato anche come luogo di sepoltura. Originariamente, si ritiene che il sito, costruito nel corso di diversi secoli, contenesse il mausoleo del profeta Ayyub. La parte più antica risale al XII secolo. Un'iscrizione dell'anno 1380 è ancora conservata su una pietra del sito. Si possono trovare anche iscrizioni del XVI secolo. L'edificio fu costruito da artigiani khorezmi in seguito alla campagna di Amir Temur a Khorezm. Ci sono diverse tombe a Chashma-Ayub, la più antica delle quali è la tomba del famoso teologo e muhaddi Khwaja Hafiz Gunjari, che fu sepolto qui nel 1022.
Fu costruito da una persona di nome Amir Hajjoj durante il regno di Amir Temur e si trova ancora accanto all'attuale edificio del mausoleo. Durante il regno del sovrano shaybanide Abdullaxon II, il complesso di Chashmai Ayyub subì ampi lavori di ristrutturazione e i lavori di costruzione furono completati. L'ingresso principale del sito è rivolto a est e all'interno c'è una camera speciale. Dietro la camera c'è un mihrab, ed è all'interno di questa camera che si trova l'impronta del Profeta Ayyub. Sopra la porta del mihrab, c'è una tavola di legno incisa che racconta la visita del Profeta Ayyub a Bukhara. Oggi, Chashmai Ayyub ospita un museo storico dedicato alla storia dell'approvvigionamento idrico a Bukhara.

## Descrizione del sito

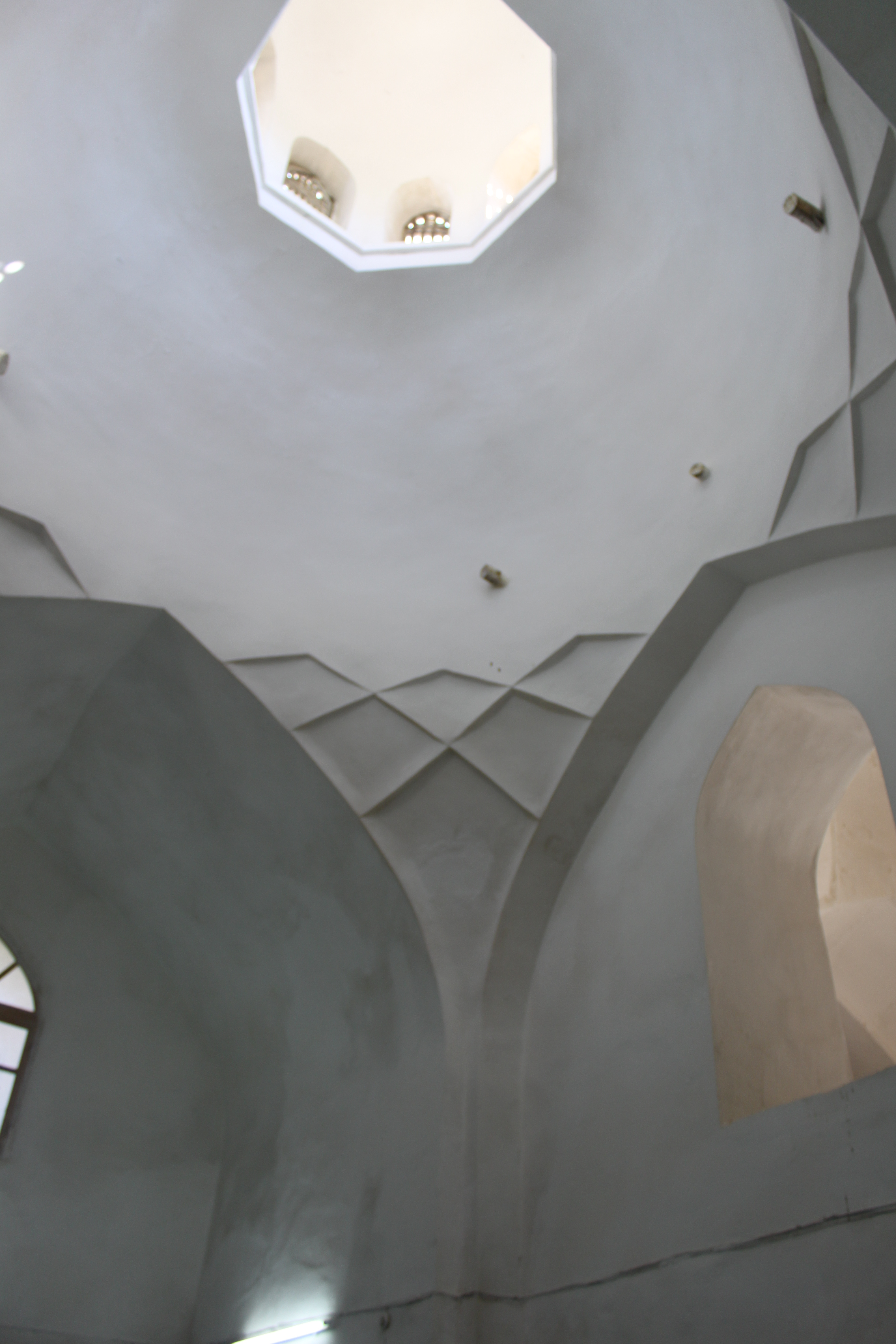
La cupola dall'interno

Il mausoleo Chashma-Ayub Mausoleum è nel bel mezzo di un piccolo e antico cimitero. La costruzione ha subito alcune perdite, ma le parti conservate rappresentano una combinazione di un portale d'ingresso armonico, ad essa adiacente vi sono i resti della cortina occidentale.
La caratteristica costruttiva del portale è tradizionale, costituita da due piloni che formano la nicchia coperta a semi-volta. Il telaio all'interno del quale si costituisce la superficie del timpano e della ktoba, è rifinito con una scritta superiore ad un arco a sesto acuto. Nella parte settentrionale del portale vi è una nicchia su un muro del timpano limitato una porta. L'estremità occidentale del portale è affiancato da un muro di mattoni profondo che misura 5,9 m, di cui la parte occidentale è stata persa. La parete forma un trapezio con un'ampia base. La sala centrale si sovrappone alla cupola con tenda-visiera. Eccetto per le proporzioni della costruzione, questo monumento è ben fatto e le decorazioni perfettamente eseguite, la parte fondamentale è concentrata sul portale. Il luogo più efficace per la composizione generale della decorazione è ktoba, piena di iscrizioni arabe su uno sfondo di ornamento botanico. Il telaio a portale è rafforzato dal girih con ottaedri intrecciati, in mattoni di terracotta. Vi sono anche degli inserti vetrati in turchese che riempiono gli spazi con ottaedri centrali. Il valore storico del monumento è costituito dall'esatta datazione scritta sulla ktoba (1208-1209. A.D.) o l'anno 605 del calendario musulmano.

## Struttura architettonica

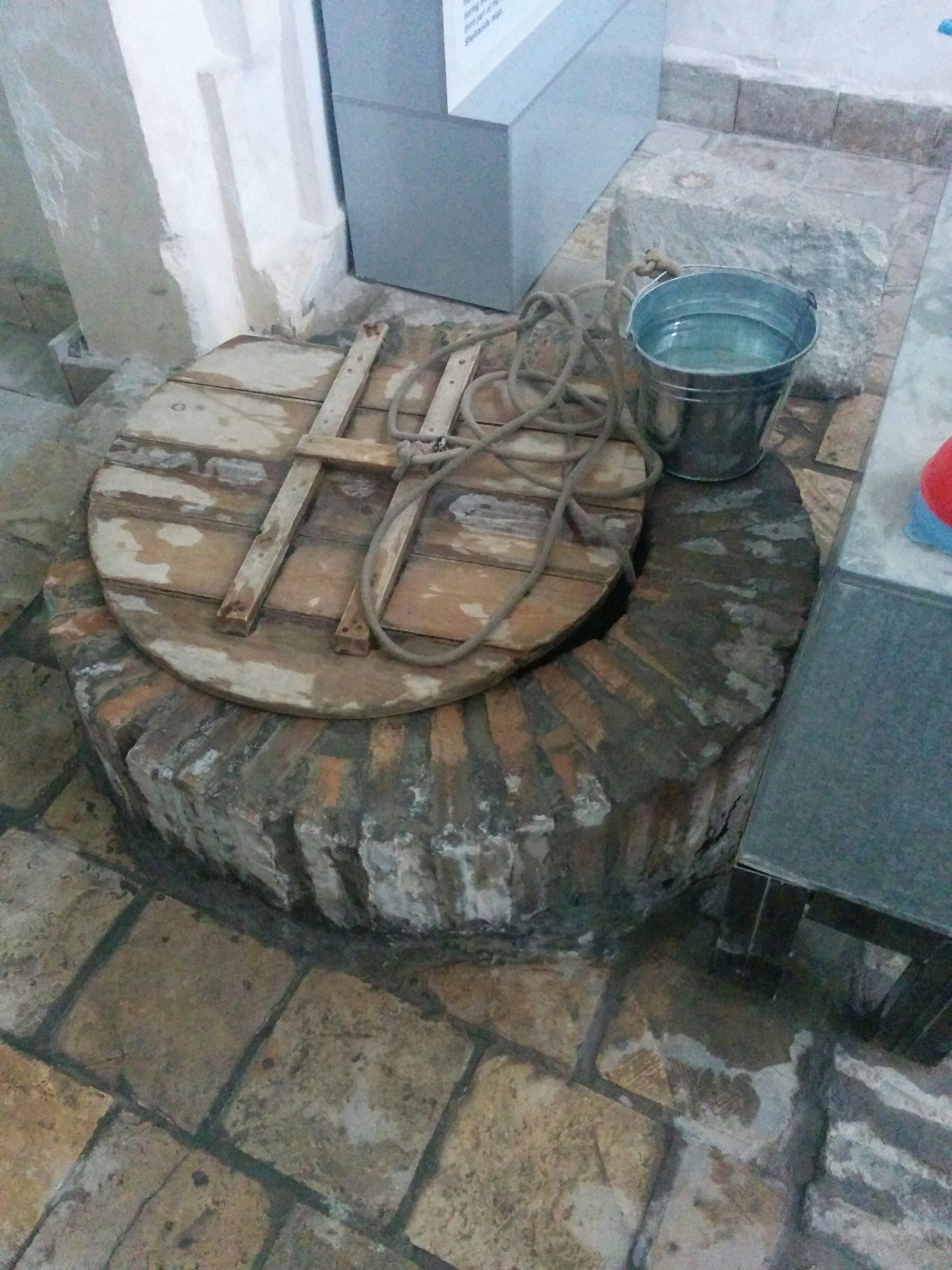
Il pozzo

Il luogo sacro di pellegrinaggio ha una pianta rettangolare (19x26 metri) ed è costituito da quattro ambienti disposti da ovest a est, ciascuno racchiuso da cupole distintive. La stanza più antica è quella quadrata (4,5 x 4,5 metri) conosciuta come il pozzo, in quanto c'è un pozzo sorgivo alimentato dalla gourkhana, una sorgente sacra, tradizionalmente attribuito ad essere stato costruito da Arslonxon durante il periodo del minareto Kalyan e della moschea di Namozgoh. Qui, secondo la leggenda, Giobbe avrebbe scavato una sorgente da una roccia con un bastone, da cui deriva il nome del mausoleo.   Si dice che l'acqua abbia poteri curativi. Ai lati di questa stanza, ci sono due annessi destinati alla comodità dei pellegrini. A sinistra, c'è una stanza quadrata più piccola (4,5x4,5 metri) attaccata all'edificio principale, che funge da anticamera. A destra, c'è un altro annesso con cupole aggiuntive. L'iscrizione menziona la costruzione di una grande camera con un'alta cupola e minareti durante il regno di Amir Temur nel 1379. La parte interna dell'edificio contiene gli elementi antichi sopravvissuti nel tempo.
La cupola della stanza della gourkhana, sormontata da una lanterna che contribuisce all'illuminazione, domina la pianta a croce. Pendenti decorati formano una transizione mentre muqarnas decorano gli spazi aperti ai lati, un sistema di cui non si trova nessun altro esempio nel periodo timuride.
La cupola della moschea fu sostituita da un castagno conico su tamburo, costruito alla fine del XIV secolo. Ricorda le antiche tende dei popoli nomadi di Khorezm e contribuisce notevolmente all'aspetto atipico dell'edificio.

## Curiosità
Questo sito è stato aggiunto alla Tentative List del Patrimonio Mondiale dell'UNESCO il 18 gennaio 2008, nella categoria culturale.

## Galleria d'immagini

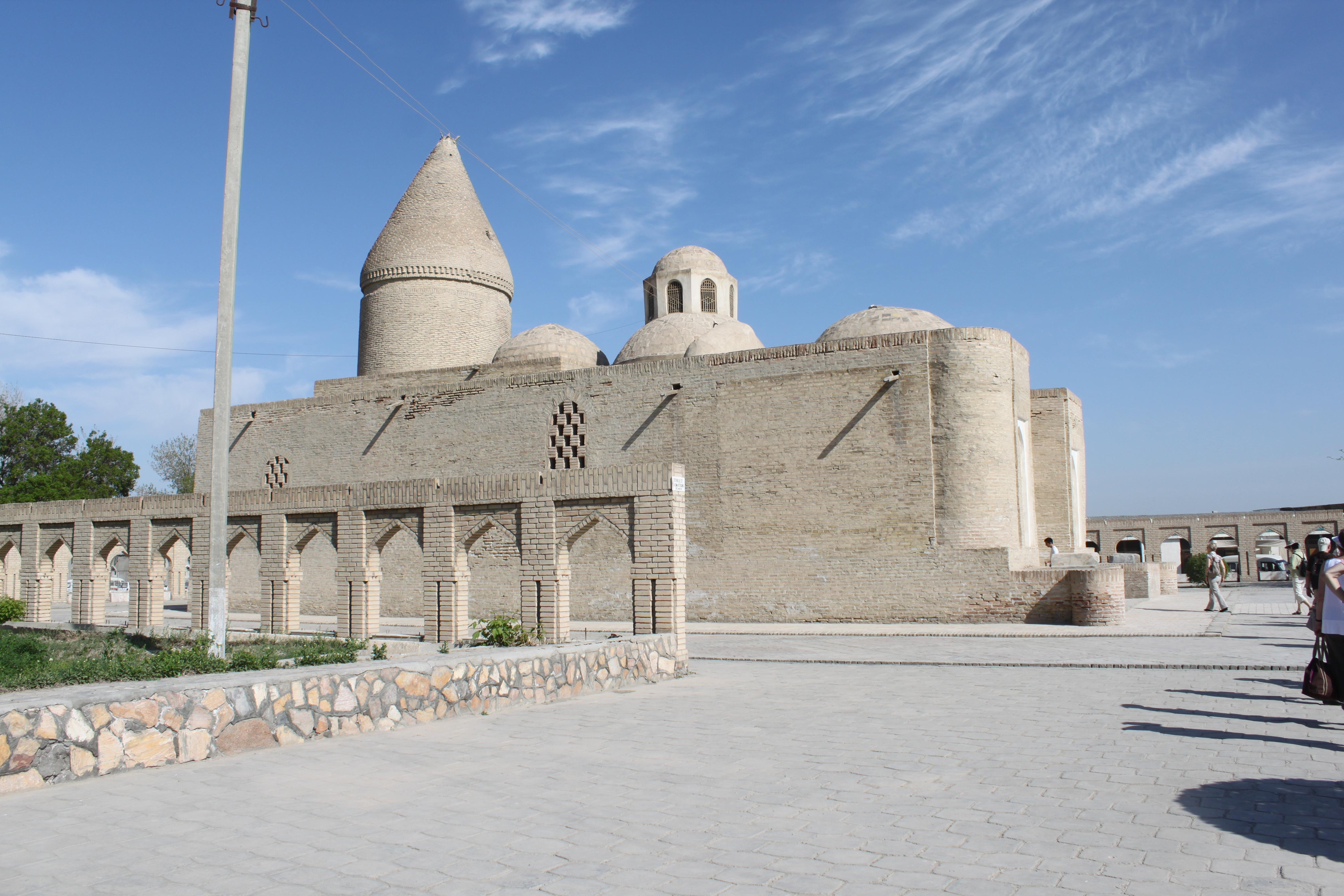
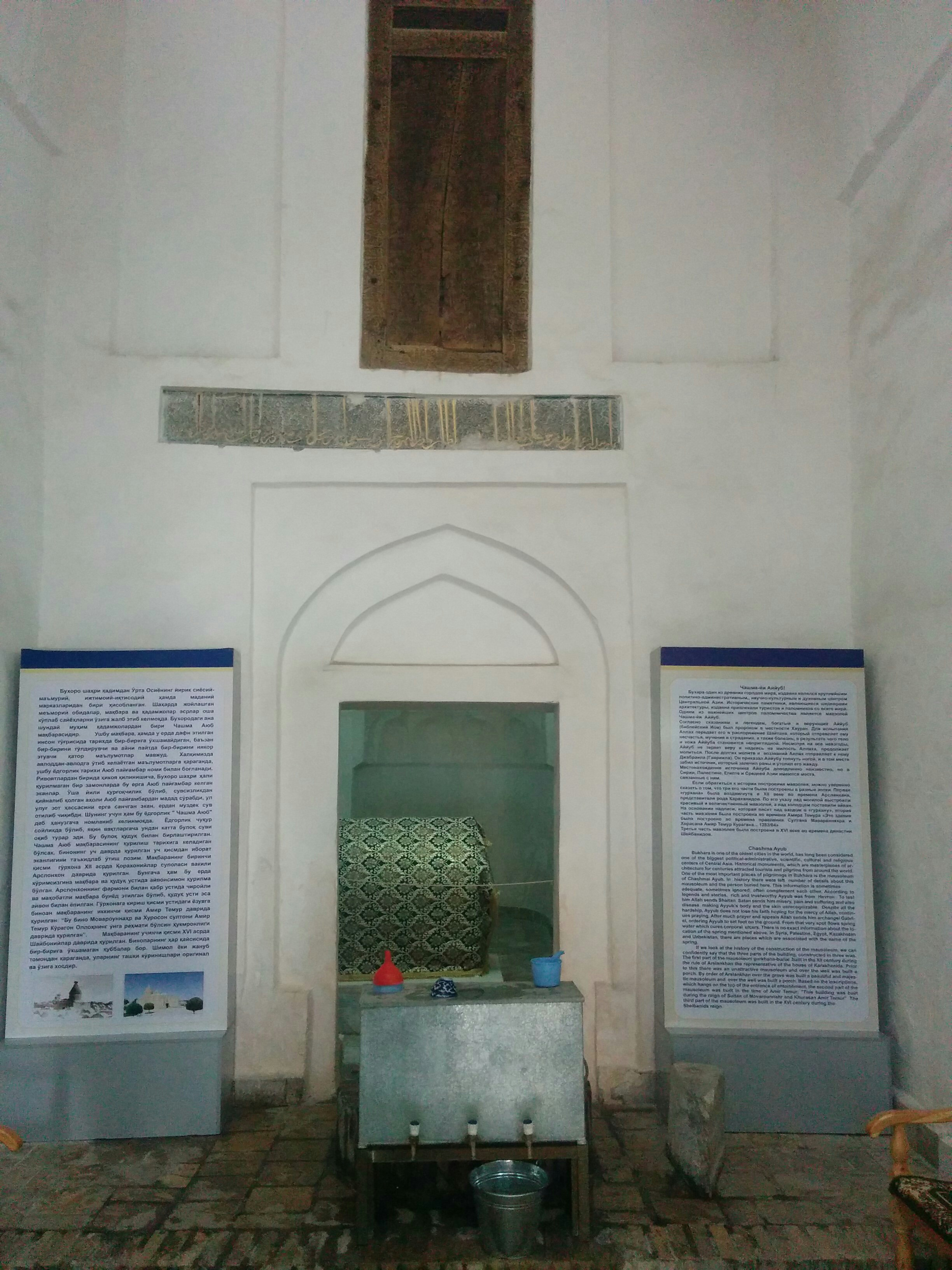